# Henning Kagermann

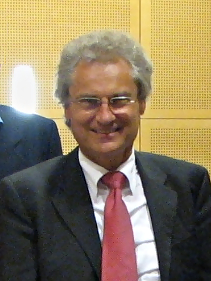
Henning Kagermann im Mai 2007

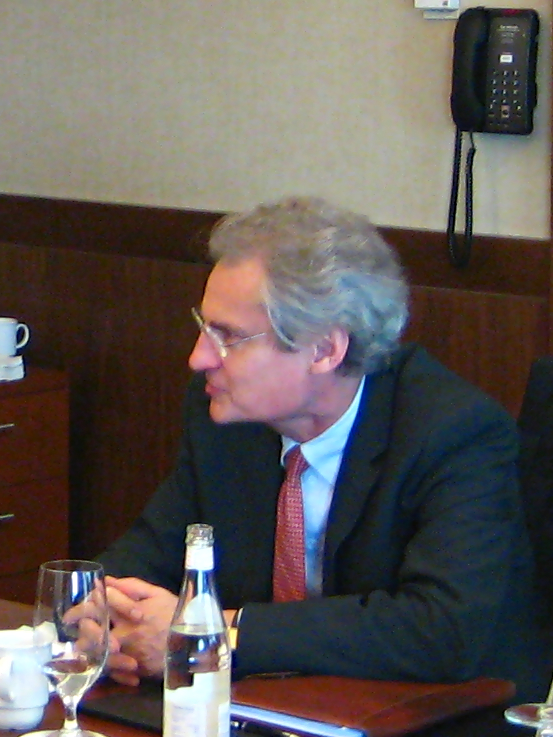
Henning Kagermann im Dezember 2007 während des SAP Influencer Summit

Henning Kagermann (* 12. Juli 1947 in Braunschweig) ist ein deutscher Physiker und Manager.

## Leben
Henning Kagermann studierte Physik an der TU München. Nach seinem Abschluss 1972 wechselte er als Doktorand an die Technische Universität Braunschweig, wo er 1975 promoviert wurde und sich 1980 für Theoretische Physik habilitierte. Die TU Braunschweig ernannte Kagermann zum außerplanmäßigen Professor für Theoretische Physik.
Kagermann ist dreifacher Vater.

## Beruflicher Werdegang
Ab 1982 verantwortete er beim Walldorfer Softwareunternehmen SAP GmbH die Entwicklungsbereiche Kostenrechnung und Projektcontrolling. 1991 wurde er in den Vorstand der inzwischen zur Aktiengesellschaft gewandelten SAP AG berufen. Als SAP-Mitbegründer Hasso Plattner im Mai 2003 in den Aufsichtsrat wechselte, wurde Kagermann alleiniger Vorstandssprecher. Im Mai 2009 schied Kagermann bei der SAP aus. Danach war er von 2009 bis 2018 Präsident der Deutschen Akademie der Technikwissenschaften (acatech), in deren Kuratorium er weiterhin tätig ist. Kagermann ist zudem Mitglied im Aufsichtsrat der KUKA AG, der Deutschen Bank, der Deutschen Post und der Münchener Rück.
Am 3. Mai 2010 übernahm Kagermann die Leitung der Nationalen Plattform Elektromobilität. Das Netzwerk setzt sich aus Industrievertretern, Politikern und Wissenschaftlern zusammen und soll die Entwicklung von Elektroautos in Deutschland koordinieren.
Unter dem Ko-Vorsitz von Kagermann wurden im Oktober 2012 der Bundesregierung Umsetzungsempfehlungen des Arbeitskreises Industrie 4.0 der Promotorengruppe Kommunikation der Forschungsunion übergeben. Er gilt auf diesem Bereich als einer der führenden Vertreter der Vision von Industrie 4.0 in Deutschland.
Kagermann leitet seit 2022 den Steuerkreis des „Zukunftsrats“ der Bundesregierung und bis 2021 das Vorgängergremium „Innovationsdialog“ zwischen der Bundesregierung, Wirtschaft und Wissenschaft. Von 2010 bis 2013 war er zudem Sprecher der Promotorengruppe Kommunikation der Forschungsunion Wirtschaft – Wissenschaft (Bundesministerium für Bildung und Forschung) zur Weiterentwicklung der Hightech-Strategie 2020.
Seit Anfang 2015 ist Kagermann Mitglied des Hightech-Forums und war dort Sprecher des Fachforums „Autonome Systeme“, dessen Abschlussbericht im März 2017 erschien. Aus dieser Initiative entstand die Plattform Lernende Systeme, die von je einem Vertreter des Bundesministerium für Bildung und Forschung und der Deutschen Akademie der Technikwissenschaften (acatech) geleitet wird. Ziel der Plattform Lernende Systeme ist es, konkrete Anwendungsmöglichkeiten und Potentiale neuartiger KI-Systeme im Dialog mit Bürgern und den ca. 200 ehrenamtlichen Plattform-Mitgliedern aus Industrie und Wissenschaft zu untersuchen und konkrete Handlungsempfehlungen zu erarbeiten.
Am 9. April 2015 wurde Kagermann auf Grundlage seines Beitrags zur Industrie 4.0 als Mitglied des Beirats „Zukunft der Arbeit“ der IG Metall berufen.
Kagermann ist Autor zahlreicher Veröffentlichungen zur digitalen Transformation und zur Geschäftsmodellinnovation.

## Auszeichnungen
- Ehrendoktorwürde der Universität Magdeburg 2005
- European Business Leaders Award: Innovator of the Year 2005
- Business Week: Best Manager 2004
- Barron’s: The World’s Best CEOs 2006
- Ehrendoktorwürde der HHL Leipzig Graduate School of Management[18]
- Ehrenmitglied der Gesellschaft zur Förderung des Forschungstransfers (GFFT)[19]
- Bundesverdienstkreuz 1. Klasse

## Veröffentlichungen
- Henning Kagermann: Eine Mindestgeschwindigkeit im Netz verankern. Netzneutralität und garantierte Verbindungsqualitäten schließen sich nicht aus. In: F.A.Z. Frankfurter Allgemeine Zeitung. 12. November 2015, S. 23 (Gastbeitrag. genios.de).
- Hubert Osterle, John M. Jordan, Henning Kagermann: IT-Driven Business Models: Global Case Studies in Transformation. Wiley, New York, 2010.
- Henning Kagermann, Johannes Winter: The second wave of digitalization. Germany's Chance. In: Mayr, S., Messner, D. & Meyer, L. (eds.), Germany and the World 2030. What will change, how we must act. Econ, Berlin, 2018.